# George Reeves
George Reeves (născut George Keefer Brewer; n. 5 ianuarie 1914, Woolstock⁠(d), Iowa, SUA – d. 16 iunie 1959, Benedict Canyon⁠(d), California, SUA) a fost un actor american. Acesta este cunoscut pentru rolul supereroului Superman în serialul de televiziune Adventures of Superman⁠(d) (1952–1958).
Moartea sa prin împușcare la vârsta de 45 de ani rămâne controversată. Investigația oficială a stabilit că actorul s-a sinucis, însă unii cred că acesta a fost fie împușcat accidental, fie omorât.

## Biografie
Reeves s-a născut George Keefer Brewer pe 5 ianuarie 1914 în Woolstock, Iowa⁠(d), fiul lui Donald Carl Brewer și al lui Helen Lescher. Reeves s-a născut la cinci luni de la căsătoria lor. Când cuplul s-a despărțit, Reeves și mama sa s-au mutat din Iowa la rudele sale din Ashland, Kentucky pentru o perioadă, apoi în casa sa din Galesburg, Illinois⁠(d).
Mai târziu, mama lui Reeves, care era de origine germană, s-a mutat în California pentru a rămâne alături de sora sa. Acolo s-a căsătorit cu Frank Joseph Bessolo (conform recensământului federal din acel an). Tatăl lui Reeves s-a căsătorit cu Helen Schultz în 1925. Se pare că Reeves nu și-a mai văzut tatăl biologic. În 1927, când acesta avea 13 ani, Frank Bessolo l-a adoptat, iar băiatul a luat numele de familie al tatălui său vitreg. Căsnicia soților Bessolo a durat 15 ani; cei doi au divorțat, în timp ce Reeves era plecat în vizită la niște rude. Odată revenit acasă, mama i-a spus că tatăl său vitreg s-a sinucis. Conform biografului Jim Beaver, Reeves a aflat abia după câțiva ani că Bessolo încă trăiește. Bessolo a murit pe 4 martie 1944 la vârsta de 51 de ani.
Reeves a devenit interesat de actorie și cântare în liceul. A apărut pe scenă în perioada studenției la Pasadena City College⁠(d).

## Cariera
În timp ce studia actoria la Pasadena Playhouse⁠(d), Reeves și-a întâlnit viitoarea soție, Ellanora Needles, stră-strănepoata lui John Robinson, fondator al Circului John Robinson⁠(d). S-au căsătorit pe 22 septembrie 1940 în San Gabriel, California⁠(d). Nu au avut copii și au divorțat 10 ani mai târziu.
Cariera sa cinematografică a început în 1939, fiind ales să interpreteze rolul lui Stuart Tarleton (menționat incorect în genericului filmului sub numele Brent Tarleton), unul dintre pretendenții lui Scarlett O'Hara în Pe aripile vântului (1939). A fost un rol minor, însă acesta și Fred Crane⁠(d) au apărut în scena de deschidere a filmului (cei doi și-au vopsit părul roșu pentru a-i înfățișa pe gemenii Tarleton). După încheierea filmărilor, Reeves a revenit la Pasadena Playhouse și a primit rolul principal în piesa de teatru Pancho. A obținut un contract cu studioul de film Warner Brothers datorită acestui rol. Studioul l-a obligat să-și schimbe numele de scenă în George Reeves.
A apărut în mai multe scurtmetraje și filme de categoria B, inclusiv două cu viitorul președinte al Statelor Unite Ronald Reagan și trei cu James Cagney ( Torrid Zone⁠(d), The Fighting 69th⁠(d) și The Strawberry Blonde⁠(d)). Cariera lui Reeves a început să stagneze, iar contractul său cu Warners a fost desființat de comun acord.
A încheiat ulterior un contract cu 20th Century Studios, însă a apărut în doar câteva filme. Studioul l-a împrumutat producătorului Alexander Korda pentru a juca împreună cu Merle Oberon în Lydia⁠(d) (1941), un eșec la box office. După acest rol, a început să lucreze ca actor independent. Actrița Teddi Sherman⁠(d) i-a făcut cunoștință cu tatăl ei, producătorul Harry Sherman⁠(d), iar acesta i-a cerut să vină la probe⁠(d) pentru rolul lui Hopalong Cassidy⁠(d). Reeves și Sherman au pus în scenă șapte pagini din scenariu și l-au impresionat pe directorul de casting. Au urmat cinci filme western în rolul lui Hopalong Cassidy, apoi l-a interpretat pe locotenentul John Summers în So Proudly We Hail!⁠(d) (1942), un film dramatic de război realizat de Paramount Pictures. Studioul a încheiat un contract cu Reeves.
Inspirat de So Proudly We Hail!, a decis să ia o pauză de la actorie și s-a înrolat în Armata Statelor Unite. A fost recrutat la începutul anului 1943. A fost repartizat în Forțele aeriene ale Armatei Statelor Unite⁠(d) și a jucat în spectacolul Winged Victory⁠(d) de pe Broadway al USAAF. Reprezentația a fost urmată de un turneu național și o adaptare cinematografică⁠(d). Reeves a fost apoi transferat la First Motion Picture Unit⁠(d) a forțelor aeriene, fiind însărcinat cu producția filmelor de antrenament⁠(d).
Lăsat la vatră la sfârșitul războiului, acesta a revenit la Hollywood. Numeroase studiouri își încetineau însă programul de producție, iar unele echipe de producție au fost desființate. A apărut în câteva filme thriller împreună cu Ralph Byrd⁠(d). Numărul rolurilor obținute a scăzut vertiginos, iar salariile erau din ce în ce mai mici. Reeves a acceptat să apară în serialul cu buget redus Adventures of Sir Galahad⁠(d). După ce s-a despărțit de soția sa, Reeves s-a mutat în New York City în 1949 (divorțul lor a devenit definitiv în 1950). A apărut atât în seriale de televiziune, cât și la radio, apoi s-a întors la Hollywood în 1951 pentru un rol din lungmetrajul Rancho Notorious⁠(d).
În 1953, Reeves a interpretat un personaj minor, sergentul Maylon Stark, în De aici în eternitate (1953).

### Superman

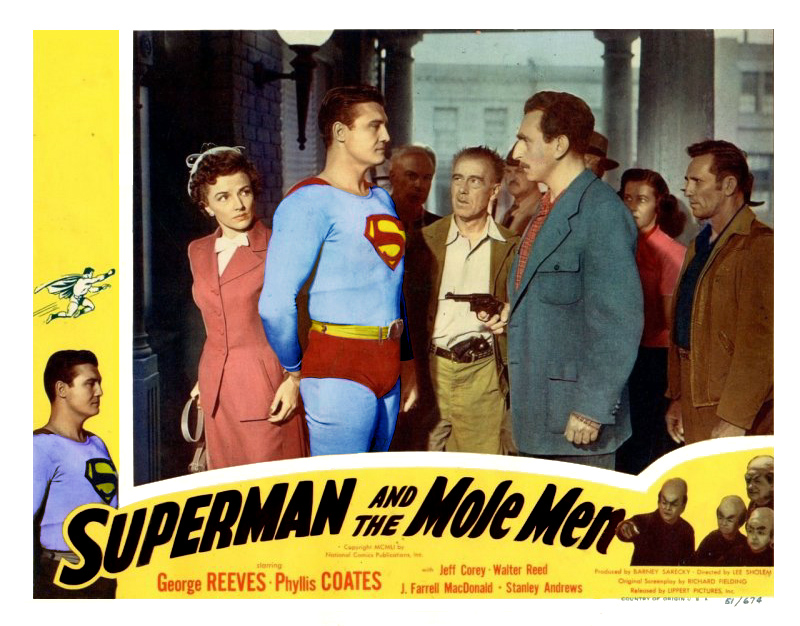
Afișul filmului Superman and the Mole Men din 1951.

În iunie 1951, i s-a oferit rolul lui Superman într-un nou serial de televiziune intitulat Adventures of Superman⁠(d). Inițial a privit cu reticență oferta, deoarece, asemenea multor actori din acea perioadă, considera producțiile de televiziune drept nesemnificative și nepopulare. Episoadele de 30 de minute au fost filmate pe repede înainte din cauza programului încărcat, cel puțin două episoade fiind realizate la fiecare șase zile. Potrivit comentariilor de pe setul DVD al serialului, mai multe scenarii au fost turnate simultan pentru a profita de platourile de filmare; de exemplu, toate scenele cu biroul lui  Perry White⁠(d) din trei sau patru episoade au fost realizate în aceeași zi.
Reeves l-a interpretat pe Superman pentru prima dată în Superman and the Mole Men (1951). Lungmetrajul reprezenta atât un film cu buget redus, cât și episodul pilot pentru serialul de televiziune. La scurt timp după finalizarea sa, Reeves și echipa au început producția episoadelor primului sezon, toate filmate pe parcursul a 13 săptămâni în vara anului 1951. Serialul a fost difuzat în anul următor, iar Reeves a devenit o celebritate națională datorită acestui rol. În 1952, rețeaua de televiziune ABC, aflată în dificultăți financiare, a cumpărat emisiunea pentru difuzare la nivel național.
Contractul membrilor distribuției îi împiedica să accepte roluri care ar putea interfera cu producția serialului. Cu excepția celui de-al doilea sezon, programul serialului a fost unul scurt (13 episoade, două turnate în fiecare săptămână), însă toate aveau o „clauză de 30 de zile”, adică producătorii aveau dreptul prin contract să-i aducă pe platourile de filmare pentru turnarea unui nou sezon. De asemenea, nu li se permitea să apară în lungmetraje, piese de teatru sau alte seriale de televiziune pentru a nu da peste cap programul producției.
Cu toate acestea, Reeves a obținut venituri suplimentare din aparițiile personale. Își simpatiza fanii tineri și a luat în serios statutul de model. Evita să fumeze țigări în prezența copiilor și a renunțat în cele din urmă la fumat. Și-a ținut viața privată departe de lumina reflectoarelor, inclusiv relația cu Toni Mannix⁠(d), soția managerului general al Metro-Goldwyn-Mayer.
În documentarul Look, Up in the Sky: The Amazing Story of Superman⁠(d), Jack Larson⁠(d) a declarat că, atunci când l-a cunoscut pe Reeves, i-a dezvăluit că admiră interpretarea sa din filmul So Proudly We Hail! Conform lui Larson, Reeves i-a spus că dacă Mark Sandrich⁠(d) nu ar fi murit, nu ar fi fost acolo în „acest costum de maimuță”. De asemenea, Reeves a menționat că i-ar plăcea mai mult rolul dacă ar ști că are fani și printre adulți; nu a aflat niciodată că Adventures of Superman avea fani adulți chiar și în timpul difuzării sale inițiale.
Între primul și al doilea sezon din Adventures of Superman, Reeves a obținut roluri în seriale de antologie și în două lungmetraje (Forever Female⁠(d) și The Blue Gardenia⁠(d)). Totuși, când serialul a fost difuzat la nivel național, Reeves a devenit atât de puternic asociat cu personajele Superman și Clark Kent încât i-a fost greu să-și găsească alte roluri.
Reeves a lucrat neîncetat cu Toni Mannix pentru a strânge bani pentru bolnavii de miastenia gravis. A fost președinte național al Fundației Myasthenia Gravis în 1955. În timpul celui de-al doilea sezon, Reeves a apărut într-un scurtmetraj intitulat Stamp Day for Superman⁠(d) pentru Departamentul Trezoreriei prin care promova în rândul copiilor timbrele⁠(d) guvernamentale.
După două sezoane, Reeves devenise nemulțumit de salariul său și de natura unidimensională a personajului. Avea 40 de ani și dorea să renunțe la rol pentru a-și continua cariera. Producătorii au încercat să găsească o nouă vedetă care să-i ia locul.
Reeves și-a înființat propria companie de producție și a conceput un serial de aventuri numit Port of Entry; acesta urma să fie filmat în locații din Hawaii și Mexic. Reeves însuși a scris scenariul episodului pilot. În cele din urmă, producătorii Adventures of Superman i-au oferit o creștere salarială, iar el s-a întors la serial. Se spune că câștiga 5.000 de dolari pe săptămână, dar numai în timp ce serialul se afla în producție (aproximativ opt săptămâni în fiecare an). Reeves nu a reușit niciodată să obțină finanțare pentru proiectul Port of Entry, iar acesta a fost într-un final abandonat.

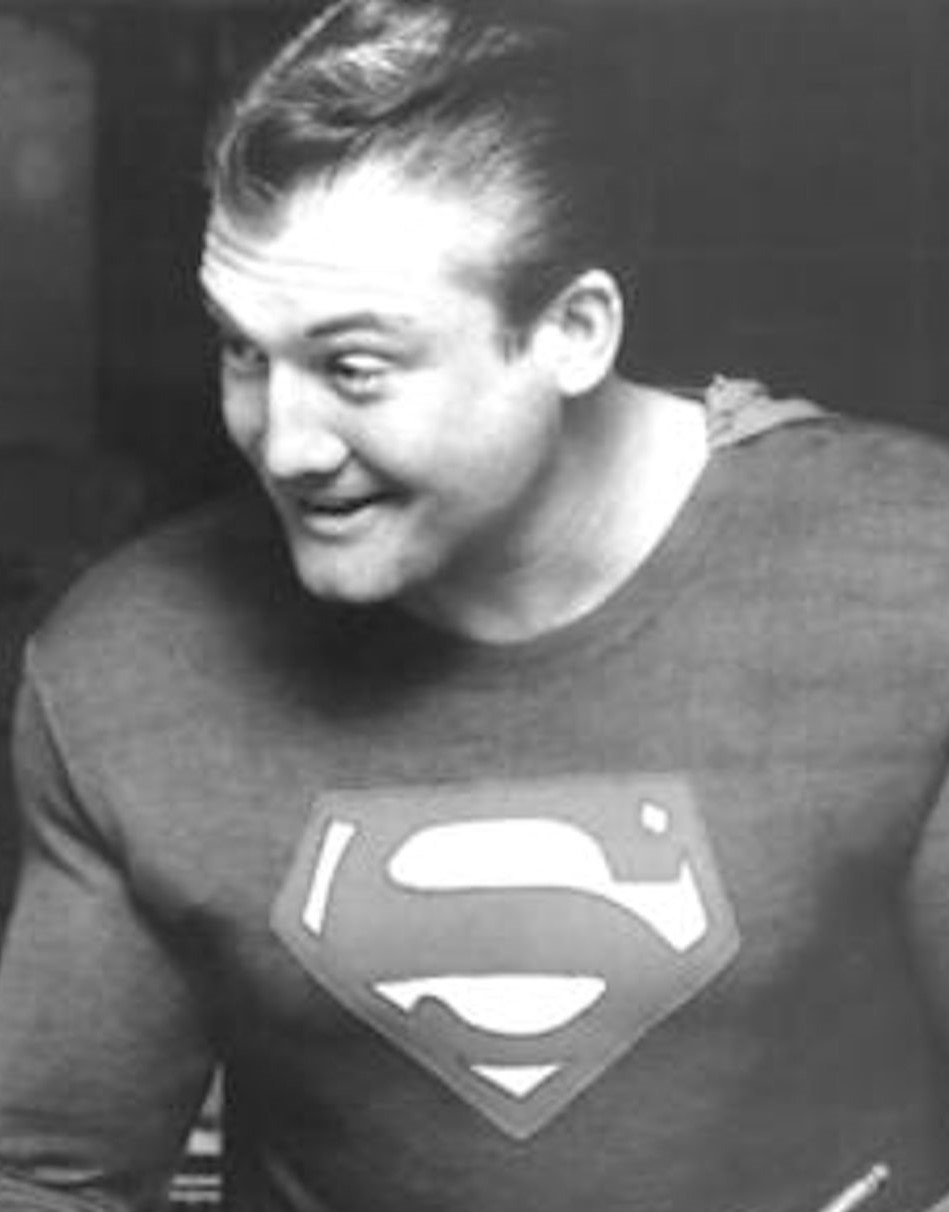
Reeves în rolul lui Superman la restaurantul Pation (1958).

În 1957, producătorii au luat în considerare realizarea unui proiect cinematografic: Superman and the Secret Planet. Lui David Chantler, scenaristul serialului, i s-a cerut să redacteze un scenariu pentru lungmetraj. Totuși, în 1959 au început negocierile pentru o reînnoirea serialului cu alte 26 de episoade. Până la jumătatea anului 1959, contractele au fost semnate, costumele modificate și au fost desemnați noi scriitori ai scenariului de televiziune⁠(d).
Bunul său prieten, producătorul Disney Bill Walsh⁠(d), i-a oferit acestuia un rol important în Westward Ho the Wagons!⁠(d) (1956). Aceasta a fost ultima sa apariție într-un lungmetraj. Încercând să-și demonstreze versatilitatea, Reeves a interpretat o melodie în emisiunea lui Tony Bennett în august 1956. A apărut ca Superman în I Love Lucy (episodul #165, „Lucy and Superman⁠(d)”) în 1957. Conform actorul de personaj Ben Welden, coleg cu Reeves pe platourile de filmare ale serialului Adventures of Superman, „după emisiunea I Love Lucy, Superman nu a mai reprezentat o provocare pentru el... Știu că îndrăgea rolul, dar obișnuia să spună: Iată-mă, îmi irosesc viața.”
Reeves, Noel Neill, Natividad Vacío⁠(d), Gene LeBell⁠(d) și un trio de muzicieni au organizat turnee cu apariții publice începând din 1957. Prima jumătate a spectacolului consta dintr-o schiță Superman în care Reeves și Neill luptau cu răufăcătorul „Dl.Kryptonită⁠(d)” (interpretat de LeBell). Cea de-a doua jumătate a spectacolului consta într-un spectacol muzical cu Reeves, Vacio și Neill.
Reeves și Toni Mannix s-au despărțit în 1958, iar acesta și-a anunțat logodna cu Leonore Lemmon. Cei doi urmau să se căsătorească pe 19 iunie și să-și petreacă luna de miere în Tijuana. S-a plâns prietenilor, editorialiștilor și propriei mame de problemele sale financiare. Spera să apară într-un film științifico-fantastic cu buget redus scris de unul dintre prietenii săi de la Pasadena Playhouse și discutase despre acesta proiect cu Phyllis Coates⁠(d) în anul precedent. Cu toate acestea, Reeves și partenerul său nu au obținut finanțare, iar filmul nu a fost realizat. Un alt spectacol de teatru cu Superman a fost programat pentru luna iulie, fiind urmat de un turneu în Australia. Reeves putea să-și câștige în continuare existența doar interpretându-l din nou pe Superman, rol pe care nu dorea să-l repete la vârsta de 45 de ani.

## Moartea
Reeves a fost împușcat mortal în cap în dormitorul situat la etajul casei sale de pe strada 1579 Benedict Canyon Drive din Benedict Canyon, Los Angeles⁠(d) între 1:30 și 2:00 pe 16 iunie 1959 conform raportului Departamentului de Poliție din Los Angeles.
În articolele contemporane, Lemmon a declarat că presupusa sinucidere a actorului a fost cauzată de „intrarea în declin a carierei sale” și de lipsa de oportunități. Raportul realizat de poliția din Los Angeles precizează următoarele: „[Reeves a fost]... deprimat, deoarece nu a reușit să obțină rolurile pe care și le-a dorit”. Sergentul LAPD V.A. Peterson a declarat ulterior că acesta s-a sinucis după o ceartă cu unul dintre prietenii săi veniți să-i viziteze la o oră târzie.
Povestea relatată poliției de către Lemmon o plasa pe aceasta în sufragerie, alături de alți prieteni, la momentul sinucideri actorului, însă declarațiile neoficiale ale actorului Fred Crane, prietenul și colegul lui Reeves din Pe aripile vântului, susțin că Lemmon era fie în dormitorul acestuia, fie în apropierea camerei lui. Conform lui Crane (care nu a fost martor al incidentului), după auzul împușcăturii, Bill Bliss i-a spus lui Millicent Trent că Leonore Lemmon a coborât de la etaj și le-a spus: „Spune-le că am fost aici jos!”.
Anchetatorii au descoperit ulterior numeroase nereguli care pun sub semnul întrebării concluziile oficiale: nu au fost recuperate amprente de pe armă; nu s-au găsit urme de praf de pușcă pe mâinile lui Reeves (unele surse susțin că acest lucru nu era posibil, deoarece nu era un procedeu efectuat în mod obișnuit în 1959); deși glonțul care l-a ucis a fost recuperat din tavanul dormitorului, iar cartușul acestuia a fost găsit sub corpul său, alte două gloanțe au fost descoperite în podeaua camerei. Toate cele trei gloanțe au fost trase cu arma găsită la picioarele lui Reeves, deși martorii au declarat că au auzit o singură împușcătură. Mai mult, nu există indicii care denotă o intrare prin efracție sau dovezi fizice care să ateste prezența unei alte persoane în dormitor. Într-un final, aceste întrebări au rămas fără răspuns, iar investigația oficială a stabilit - în baza declarațiilor martorilor, dovezilor fizice de la fața locului și a raportului de autopsie - că Reevess-a sinucis.
Mama actorului a considerat că decizia este prematură și peremptorie, împiedicându-l pe avocatul Jerry Giesler⁠(d) să solicite o reinvestigare a cazului. Rezultatele celei de-a doua autopsii, efectuate la cererea lui Giesler, au scos în evidență câteva vânătăi de origine necunoscută la nivelul capului și corpului. O lună mai târziu, în lipsa unor dovezi care să contrazică descoperirile inițiale, Giesler a anunțat că renunță la anchetă și acceptă  concluziile din investigația oficială.
Reeves este înmormântat în Mountain View Cemetery⁠(d) din Altadena, California⁠(d). În 1960, Reeves a primit o stea pe Hollywood Walk of Famepentru contribuțiile sale la televiziune. În 1985, DC Comics l-a onorat în publicația Fifty Who Made DC Great⁠(d) cu ocazia aniversării a 50 de ani de la înființarea companiei.

## Controverse
Actorii Alan Ladd⁠(d) și Gig Young au privit cu scepticism decizia oficială. Prietenul lui Reeves, Rory Calhoun⁠(d), a declarat unui reporter: „În Hollywood, nimeni nu a crezut povestea sinuciderii”. În cartea Hollywood Kryptonite, Sam Kashner și Nancy Schoenberger susțin că vicepreședintele MGM Eddie Mannix⁠(d) a fost implicat în moartea lui Reeves, deoarece acctorul a avut o aventură cu soția sa, Toni Mannix . Alții au sugerat că Eddie Mannix, despre care se bănuia că avea legături mafia, a ordonat uciderea lui Reeves.

## În cultura populară
Filmul Hollywoodland⁠(d) din 2006, cu Ben Affleck în rolul lui Reeves și Adrien Brody în rolul unui investigator fictiv, dramatizează ancheta morții lui Reeves. Lungmetrajul sugerează trei scenarii posibile: actorul a fost ucis accidental de Lemmon, ucis de un asasin la ordinul lui Eddie Mannix sau s-a sinucis.
În iunie 2021, un episod din serialul online BuzzFeed Unsolved⁠(d) a discutat despre moartea lui Reeves.
O versiune CGI cu Reeves în rolul lui Superman apare în filmul The Flash⁠(d) (2023) din Universul cinematografic DC⁠(d).

## Filmografie

### Filme
| An   | Titlu                      | Rol | Note                                             |
| ---- | -------------------------- | --- | ------------------------------------------------ |
| 1939 | Espionage Agent            | Warrington's secretary (nemenționat)                                                                    |                                                  |
| 1939 | On Dress Parade            | Southern soldier in trench (nemenționat)                                                                |                                                  |
| 1939 | Four Wives                 | Laboratory Man (nemenționat)                                                                            |                                                  |
| 1939 | Smashing the Money Ring    | Trial Spectator (nemenționat)                                                                           |                                                  |
| 1939 | The Monroe Doctrine        | John Sturgis                                                                                            | Scurtmetraj                                      |
| 1939 | Ride, Cowboy, Ride         | Pancho Dominguez                                                                                        | Scurtmetraj                                      |
| 1939 | Gone with the Wind         | Stuart Tarleton – Scarlett's beau (credited erroneously onscreen as playing Brent Tarleton - see above) |                                                  |
| 1940 | The Fighting 69th          | Jack O'Keefe (nemenționat)                                                                              |                                                  |
| 1940 | Calling Philo Vance        | Steamship Clerk (nemenționat)                                                                           |                                                  |
| 1940 | Father Is a Prince         | Gary Lee                                                                                                |                                                  |
| 1940 | Virginia City              | Major Drewery's telegrapher (nemenționat)                                                               |                                                  |
| 1940 | Tear Gas Squad             | Joe McCabe                                                                                              |                                                  |
| 1940 | Pony Express Days          | William F. "Buffalo Bill" Cody                                                                          | Scurtmetraj de 20 de minute                      |
| 1940 | Meet the Fleet             | Benson                                                                                                  | Scurtmetraj                                      |
| 1940 | Calling All Husbands       | Dan Williams                                                                                            |                                                  |
| 1940 | Always a Bride             | Mike Stevens                                                                                            |                                                  |
| 1940 | 'Til We Meet Again         | Jimmy Coburn                                                                                            |                                                  |
| 1940 | Ladies Must Live           | George Halliday                                                                                         |                                                  |
| 1940 | Torrid Zone                | Sancho, Rosario's Henchman                                                                              |                                                  |
| 1940 | Gambling on the High Seas  | Newspaper Reporter                                                                                      |                                                  |
| 1940 | Knute Rockne, All American | Distraught Player (nemenționat)                                                                         | aka A Modern Hero                                |
| 1940 | Argentine Nights           | Eduardo 'El Tigre' Estaban                                                                              |                                                  |
| 1941 | The Strawberry Blonde      | Harold                                                                                                  |                                                  |
| 1941 | Blood and Sand             | Captain Pierre Lauren                                                                                   |                                                  |
| 1941 | The Lady and the Lug       | Doug Abbott                                                                                             | Scurtmetraj                                      |
| 1941 | Throwing a Party           | Larry Scoffield                                                                                         | Scurtmetraj                                      |
| 1941 | Lydia                      | Bob Willard                                                                                             | aka Illusions                                    |
| 1941 | Man at Large               | Bob Grayson                                                                                             |                                                  |
| 1941 | Dead Men Tell              | Bill Lydig                                                                                              |                                                  |
| 1942 | Border Patrol              | Don Enrique Perez                                                                                       |                                                  |
| 1942 | Blue, White and Perfect    | Juan Arturo O'Hara                                                                                      |                                                  |
| 1942 | The Mad Martindales        | Julio Rigo                                                                                              |                                                  |
| 1942 | Sex Hygiene                | Pool player #1                                                                                          | Film de antrenament pentru armata Statelor Unite |
| 1943 | Hoppy Serves a Writ        | Steve Jordan                                                                                            |                                                  |
| 1943 | Buckskin Frontier          | Surveyor                                                                                                |                                                  |
| 1943 | The Leather Burners        | Harrison Brooke                                                                                         |                                                  |
| 1943 | Bar 20                     | Lin Bradley                                                                                             |                                                  |
| 1943 | Colt Comrades              | Lin Whitlock                                                                                            |                                                  |
| 1943 | So Proudly We Hail!        | Lt. John Summers                                                                                        |                                                  |
| 1943 | The Kansan                 | Jesse James (nemenționat)                                                                               |                                                  |
| 1944 | Winged Victory             | Lt. Thompson                                                                                            |                                                  |
| 1945 | Airborne Lifeboat          | Pilot                                                                                                   | Film de televiziune                              |
| 1947 | Champagne for Two          | Jerry Malone                                                                                            | aka Musical Parade: Champagne for Two            |
| 1947 | Variety Girl               | Himself (nemenționat)                                                                                   |                                                  |
| 1948 | Jungle Goddess             | Mike Patton                                                                                             |                                                  |
| 1948 | Thunder in the Pines       | Jeff Collins                                                                                            |                                                  |
| 1948 | The Sainted Sisters        | Sam Stoakes                                                                                             |                                                  |
| 1948 | Jungle Jim                 | Bruce Edwards                                                                                           |                                                  |
| 1949 | The Great Lover            | Williams                                                                                                |                                                  |
| 1949 | Samson and Delilah         | Wounded messenger                                                                                       |                                                  |
| 1949 | Adventures of Sir Galahad  | Sir Galahad                                                                                             |                                                  |
| 1950 | The Good Humor Man         | Stuart Nagle                                                                                            |                                                  |
| 1951 | Superman and the Mole Men  | Superman / Clark Kent                                                                                   | aka Superman and the Strange People              |
| 1952 | Rancho Notorious           | Wilson                                                                                                  |                                                  |
| 1953 | The Blue Gardenia          | Police Capt. Sam Haynes                                                                                 |                                                  |
| 1953 | From Here to Eternity      | Sgt. Maylon Stark (nemenționat)                                                                         |                                                  |
| 1954 | Stamp Day for Superman     | Superman / Clark Kent                                                                                   | Scurtmetraj educațional                          |
| 1956 | Westward Ho the Wagons!    | James Stephen                                                                                           | Rol final de film                                |

### Televiziune
| An      | Titlu                          | Rol                    | Episoade                                 |
| ------- | ------------------------------ | ---------------------- | ---------------------------------------- |
| 1949    | The Clock                      |                        | 2 episoade                               |
| 1949    | Actors Studio                  |                        | Episodul: "The Midway"                   |
| 1949–50 | The Silver Theatre             | Frank Telford          | 2 episoade                               |
| 1949–50 | Suspense                       | Diverse roluri         | 4 episoade                               |
| 1949–52 | Kraft Television Theatre       | Diverse roluri         | 7 episoade                               |
| 1950    | Believe It or Not              |                        | Episodul: "Journey Through the Darkness" |
| 1950    | The Trap                       |                        | Episodul: "Sentence of Death"            |
| 1950    | Starlight Theatre              |                        | 2 episoade                               |
| 1950    | The Web                        |                        | 2 episoade                               |
| 1950    | Hands of Murder                |                        | "Blood Money"                            |
| 1950    | The Adventures of Ellery Queen |                        | Episodul: "The Star of India"            |
| 1950–51 | Lights Out                     |                        | 2 episoade                               |
| 1952–58 | Adventures of Superman         | Superman / Clark Kent  | 104 episoade                             |
| 1952    | Fireside Theater               | John Carter            | Episodul: "Hurry Hurry"                  |
| 1952    | Ford Theatre                   | James Lindsey – Father | Episodul: "Heart of Gold"                |
| 1955    | Funny Boners                   | Superman               | 15 martie 1955                           |
| 1957    | I Love Lucy                    | Superman               | Episodul: "Lucy and Superman"            |